# Greater Toronto Hockey League
Greater Toronto Hockey League (GTHL) är ett kanadensiskt idrottsförbund som arrangerar ligor, serier, turneringar och cuper inom ishockey för pojkar mellan fyra och 20 år inom storstadsområdet för Toronto, Ontario. Den är världens största av sitt slag med omkring 2 800 lag och 38 000 ishockeyspelare registrerade för säsongen 2015-2016 och där det uppskattas att det spelas 50 000-60 000 matcher årligen. Många av de professionella ishockeyspelare som kommer från Ontario har börjat inom GTHL:s olika ishockeyligor. Den är sanktionerad både av det nationella ishockeyförbundet Hockey Canada och det delregionala ishockeyförbundet Ontario Hockey Federation (OHF).

## Historik
Ishockeyförbundet bildades den 29 december 1911 av den då 17-åriga Frank D. Smith som en kvartersliga i Torontos storstadsområde och med namnet Beaches Hockey League på grund av att området där han bodde, kallades The Beach eller The Beaches. Ligan bestod då av fem lag och med åren blev den ett ishockeyförbund efter allt fler lag ville ansluta sig och den genomgick namnbyten som Toronto Beaches Hockey League och Toronto Hockey League. 1961 när GTHL fyllde 50 år bestod ishockeyförbundet av fler än 700 lag och hade uppemot 12 000 registrerade spelare. Året efter blev Smith invald till Hockey Hall of Fame i kategorin "Ledare" och två år senare avled han. Förbundet såg ingen avmattning utan den fortsatte att växa och 1972 fick den namnet Metropolitan Toronto Hockey League, det varade fram till 1996 när förbundet fick sitt nuvarande namn.

## Spelare

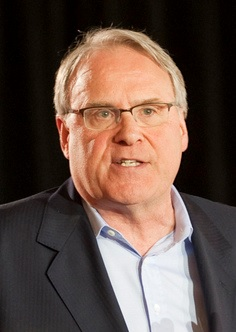
Ken Dryden.

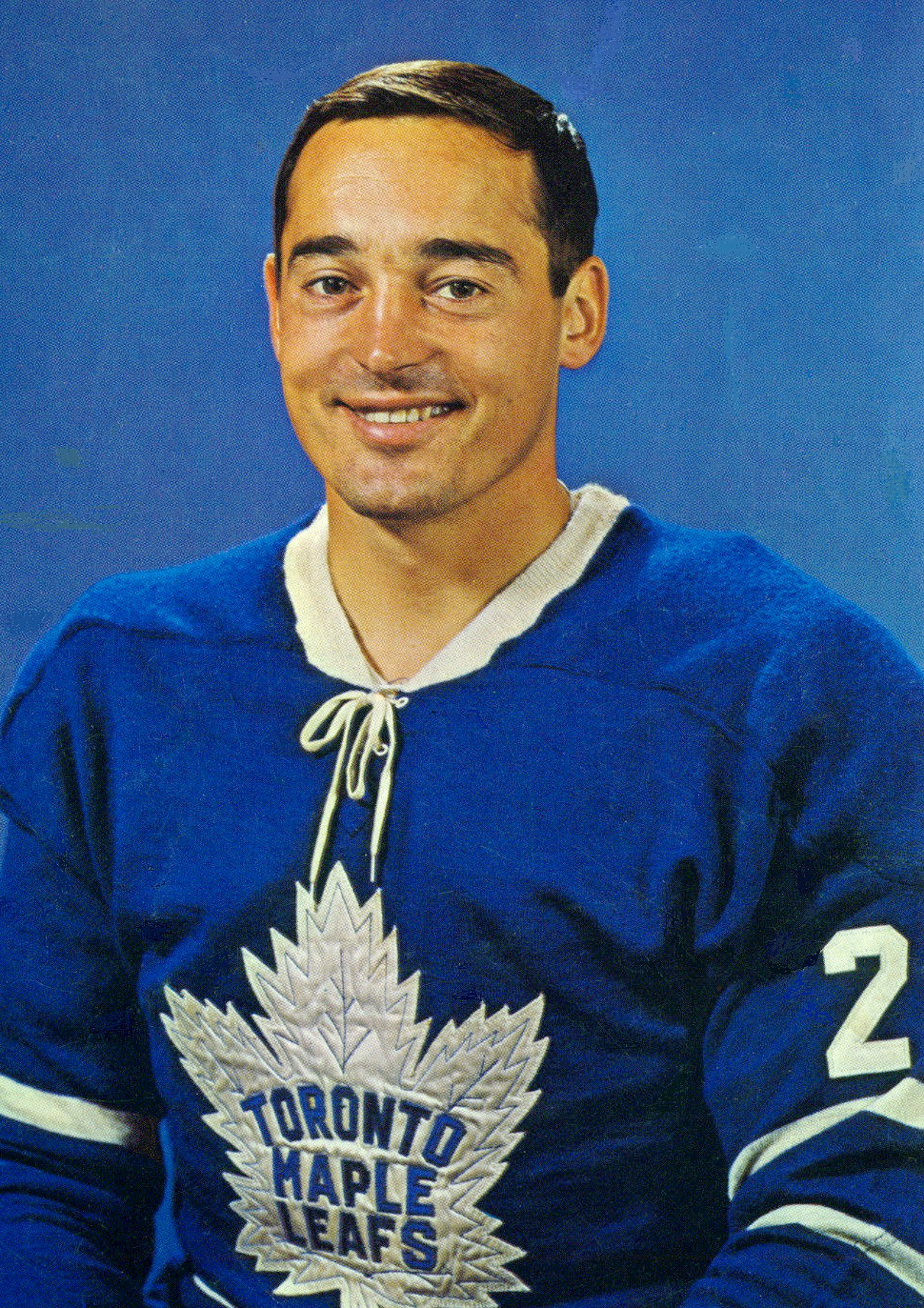
Frank Mahovlich.

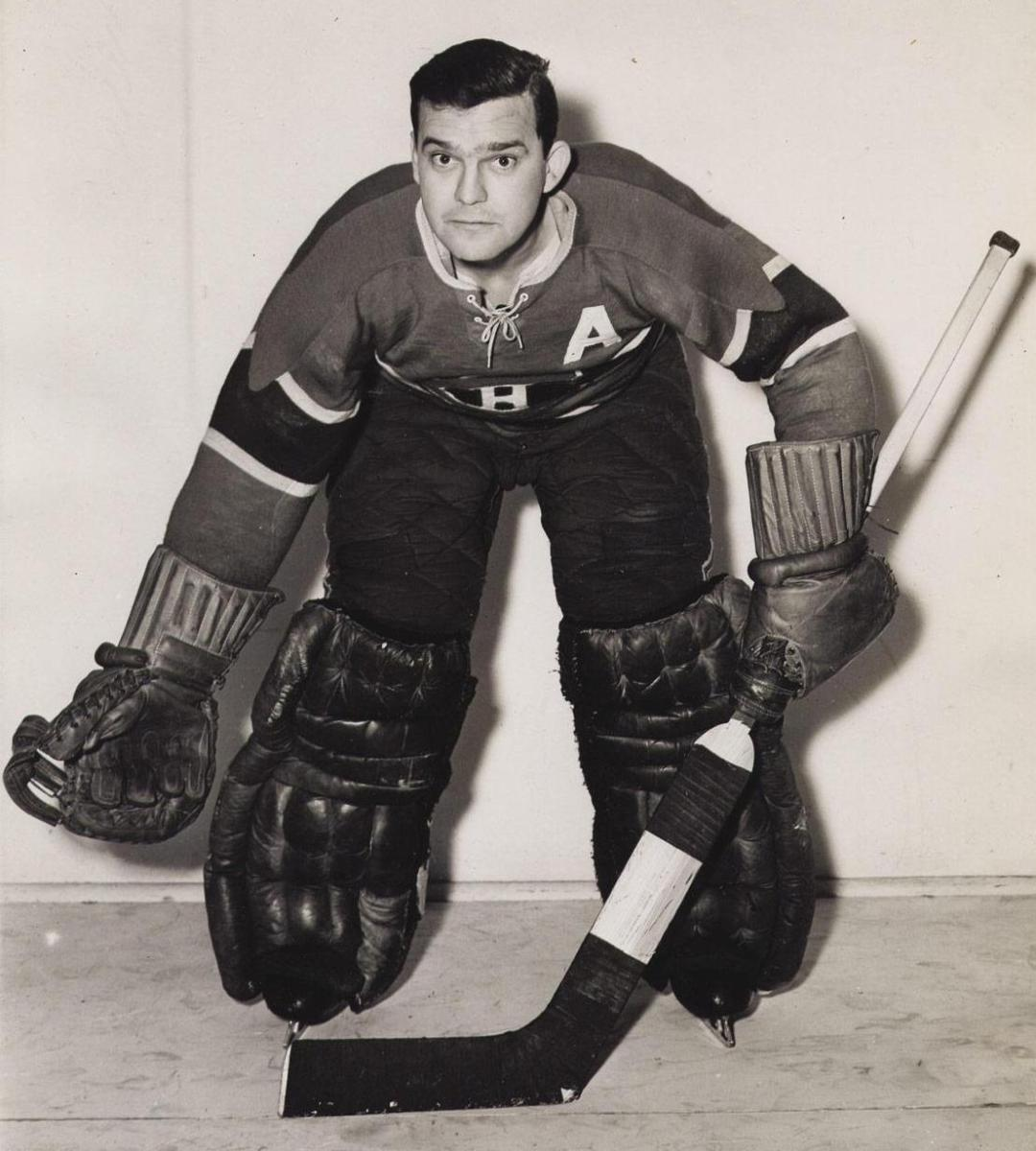
Bill Durnan.

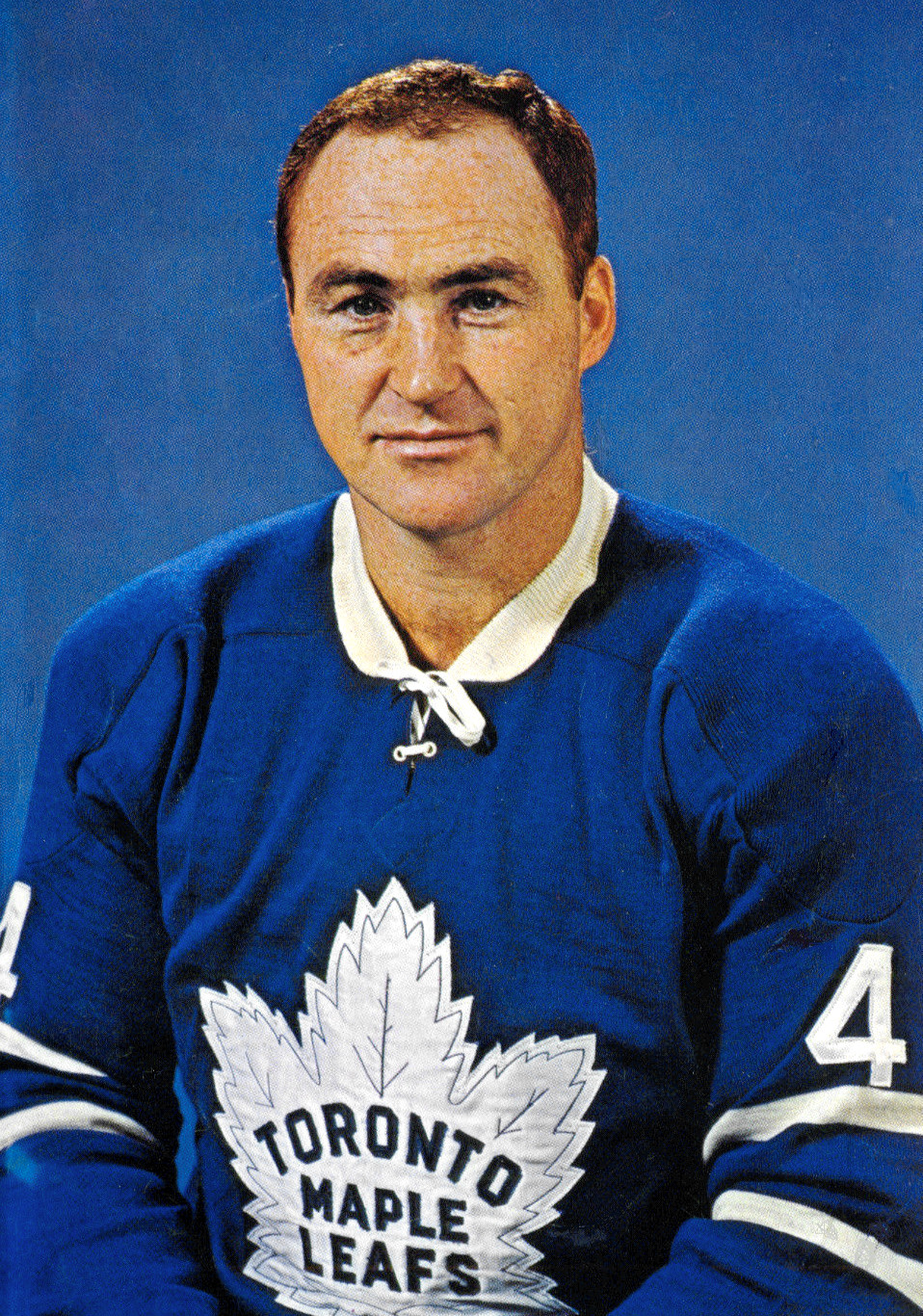
Red Kelly.

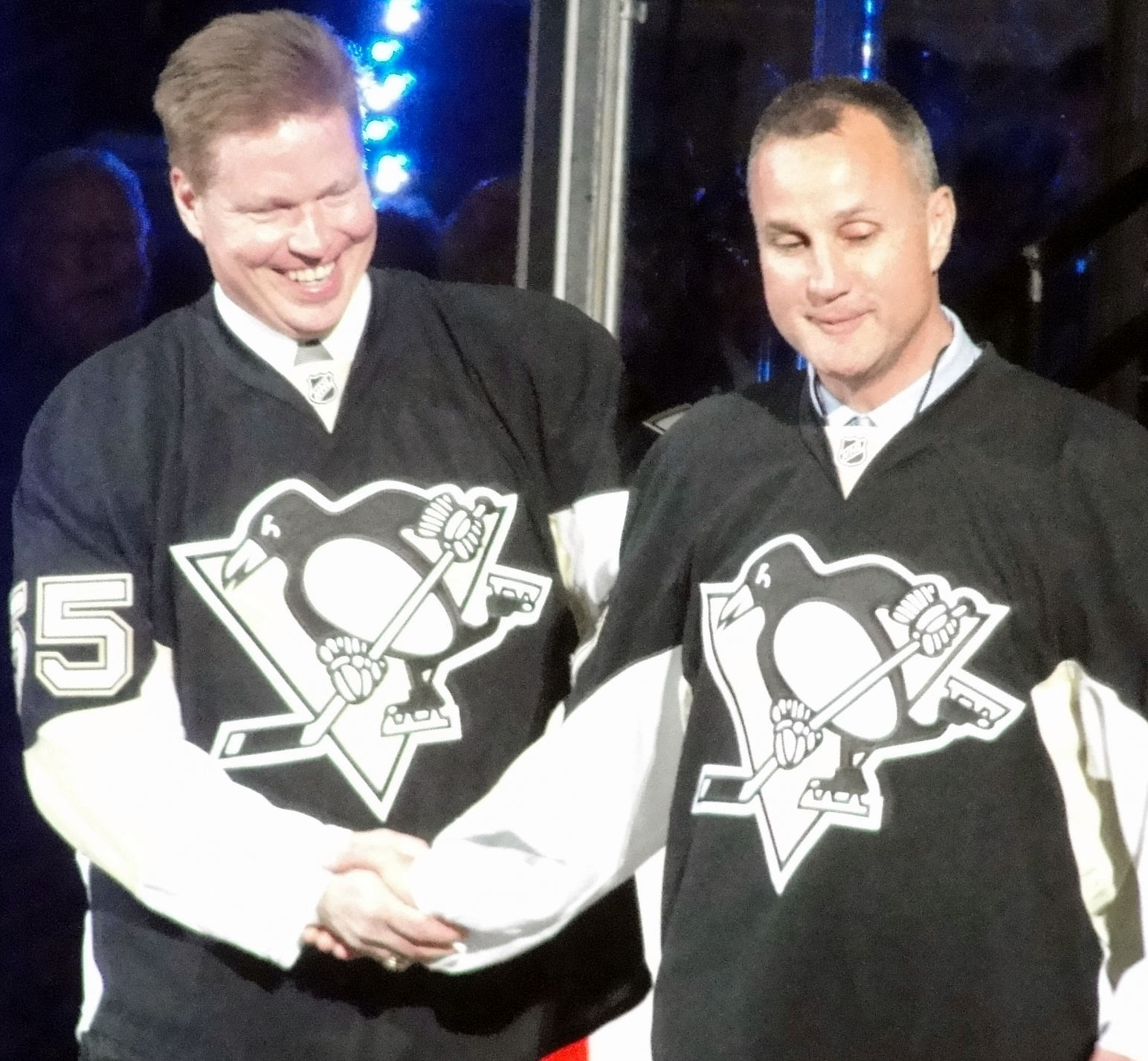
Larry Murphy och Paul Coffey.

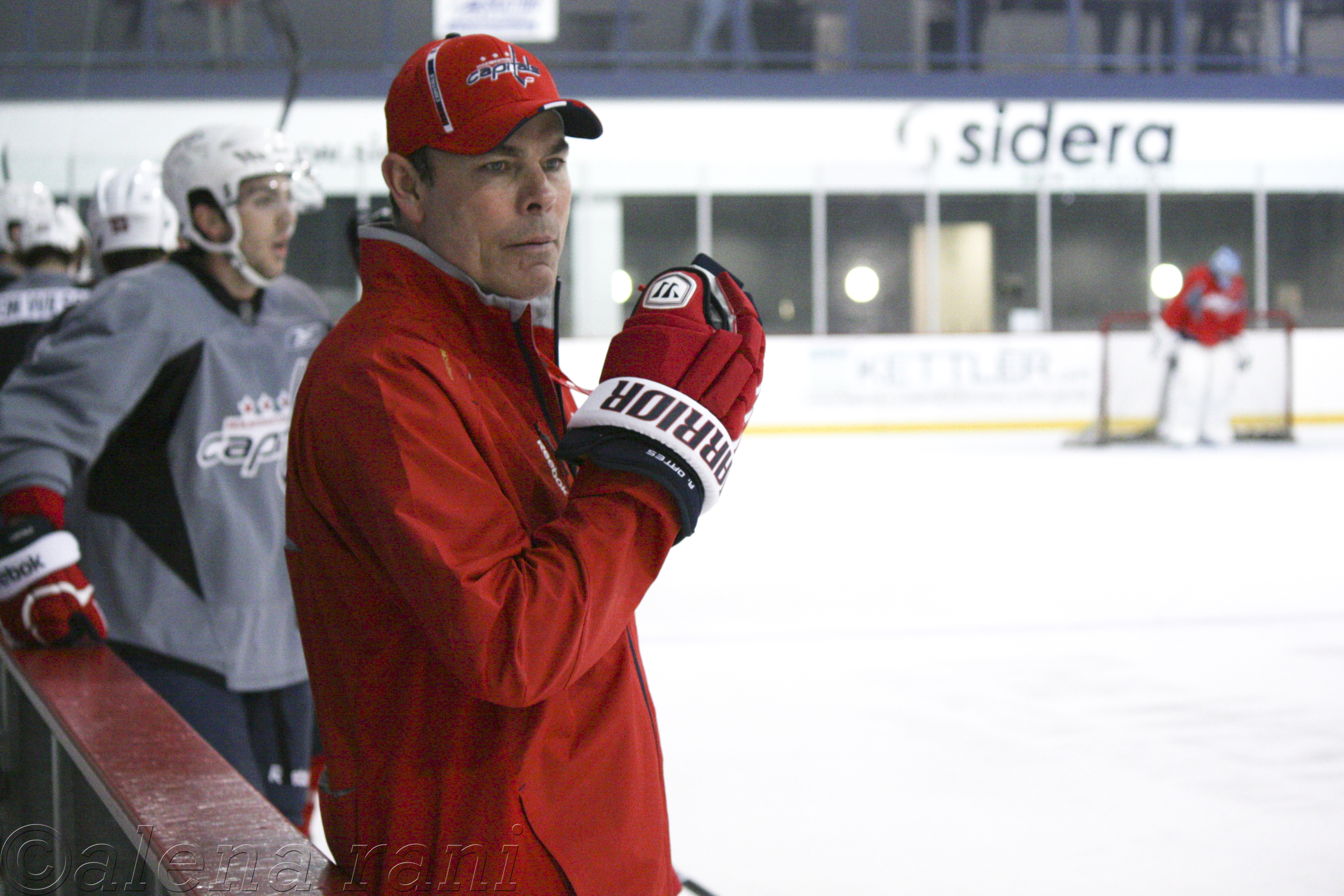
Adam Oates.

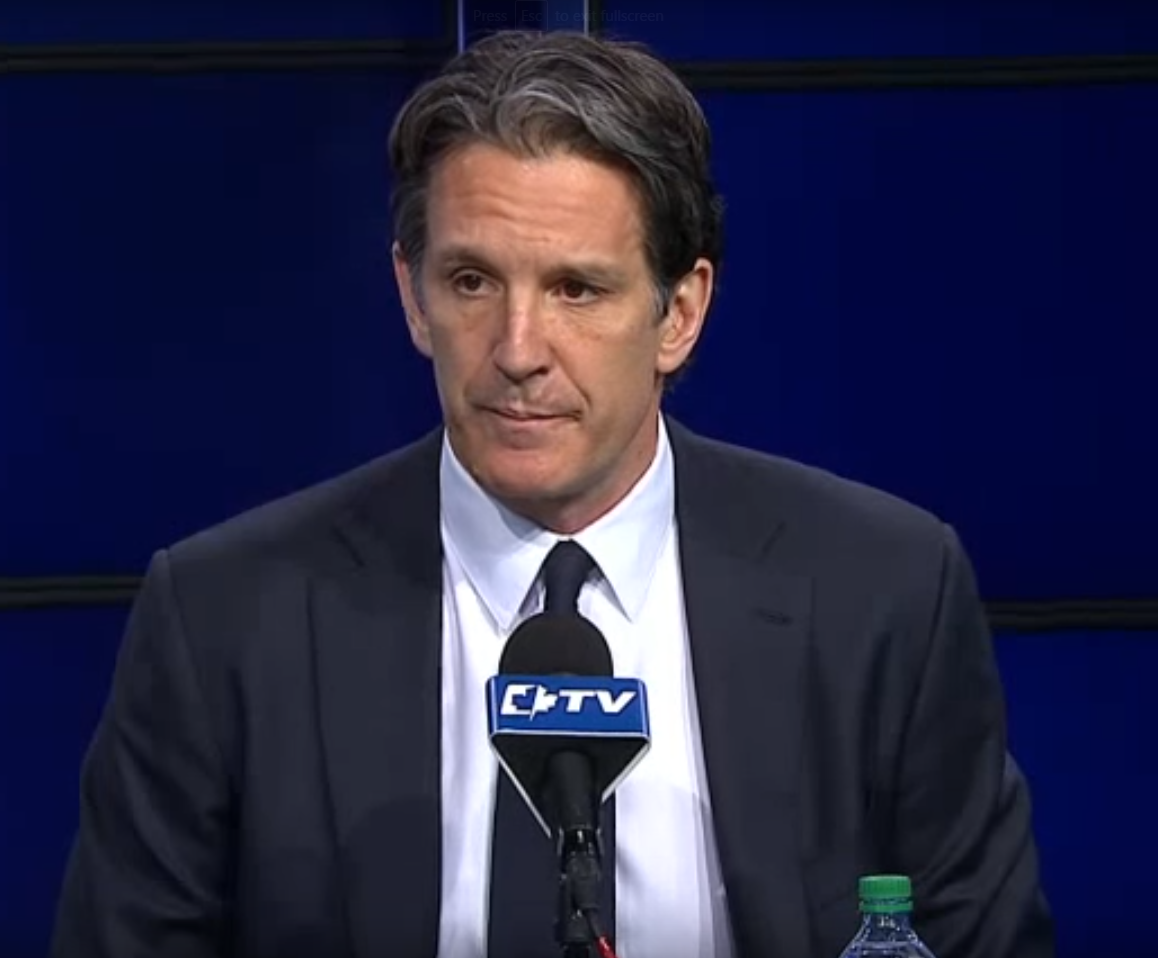
Brendan Shanahan.

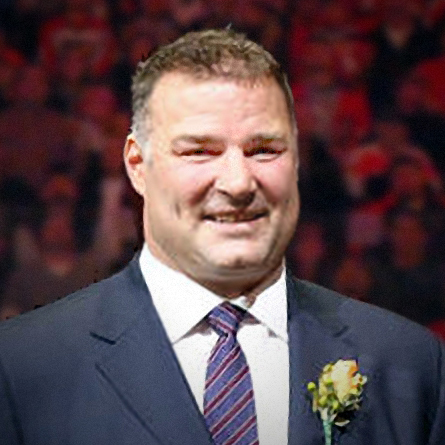
Eric Lindros.

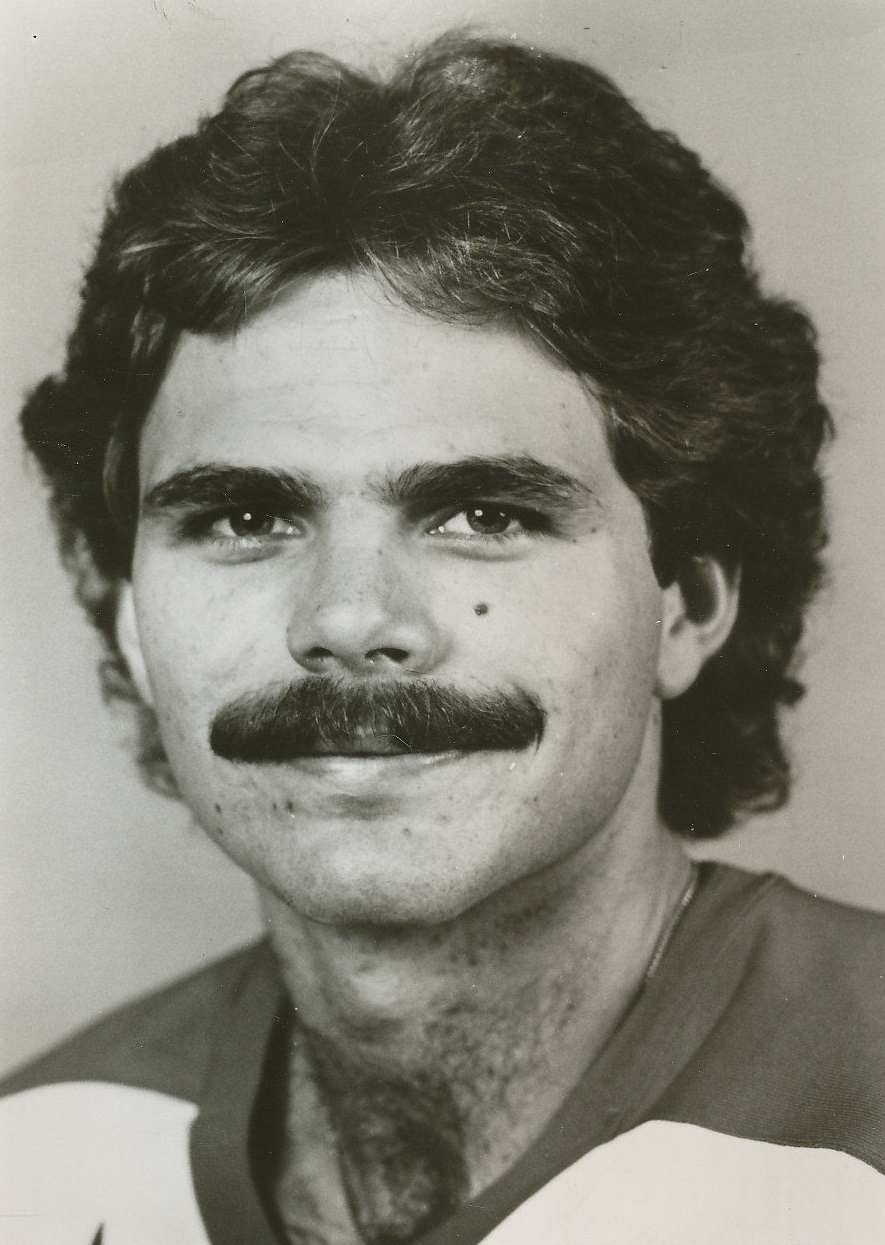
Mike Gartner.

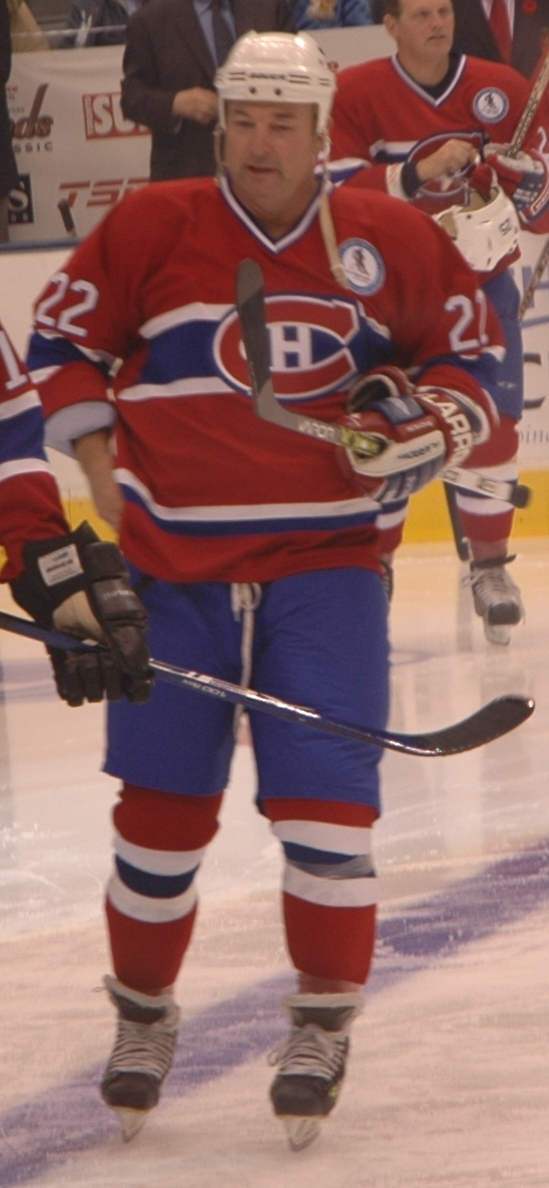
Steve Shutt.

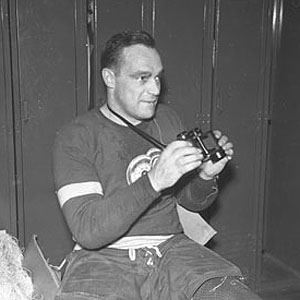
Charlie Conacher.

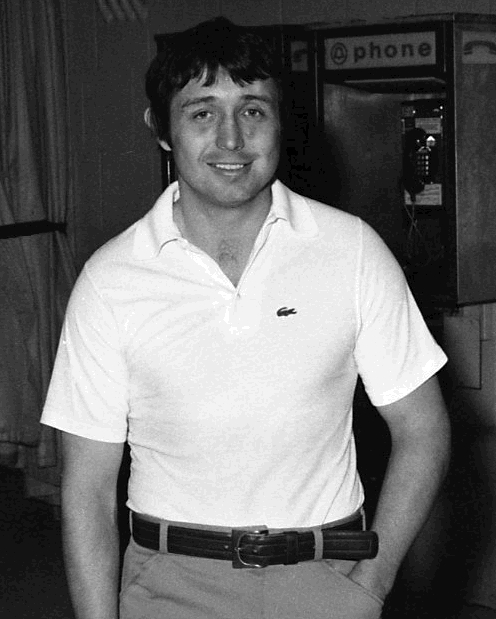
Brad Park.

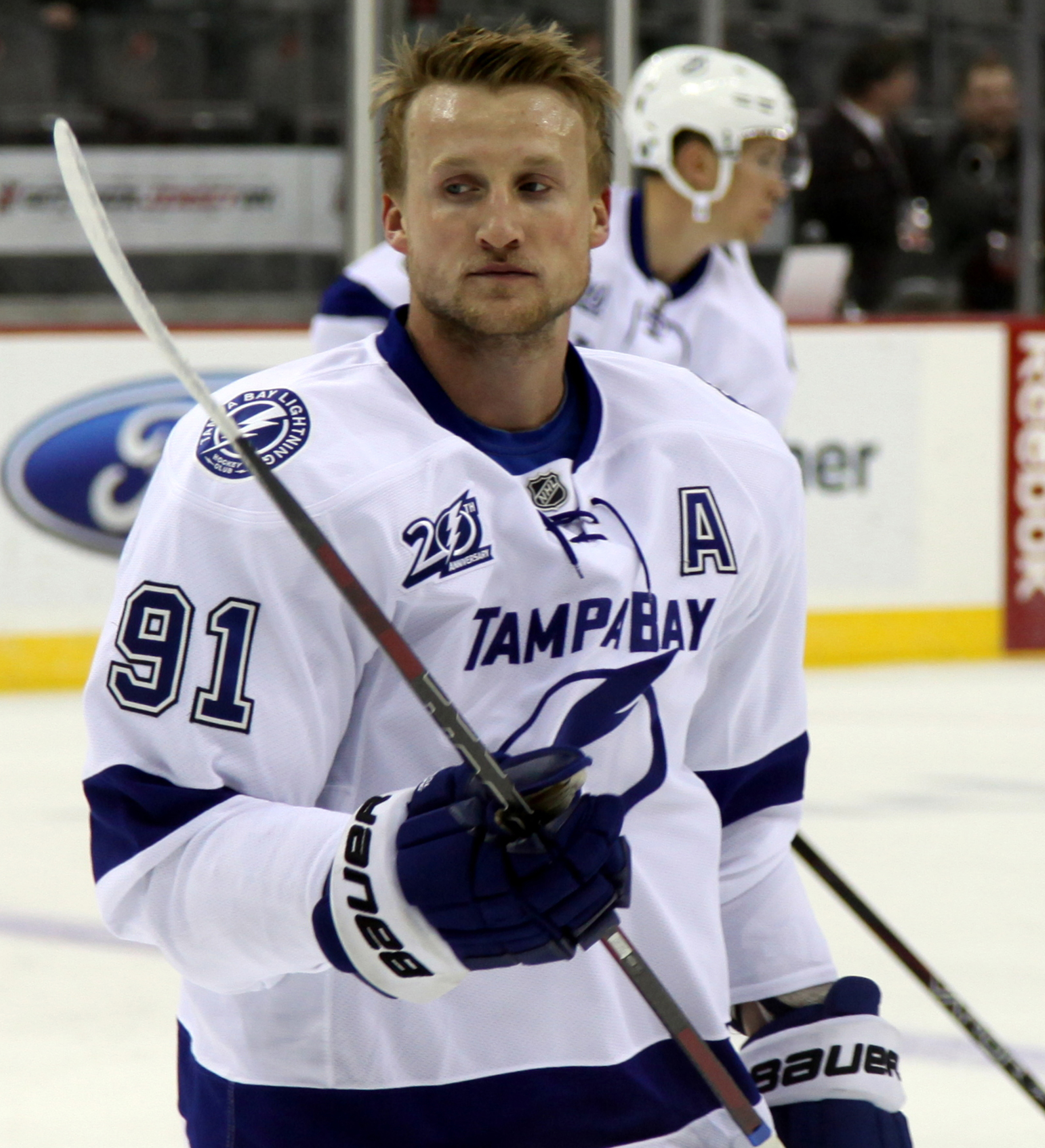
Steven Stamkos.

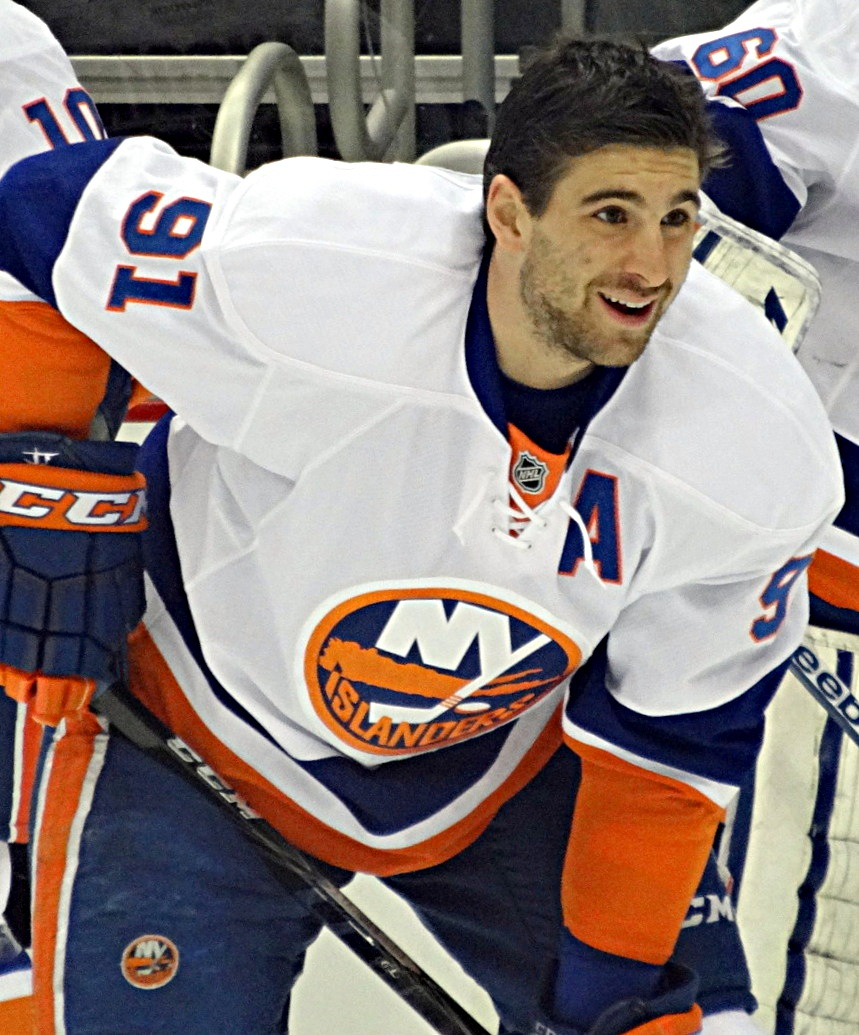
John Tavares.

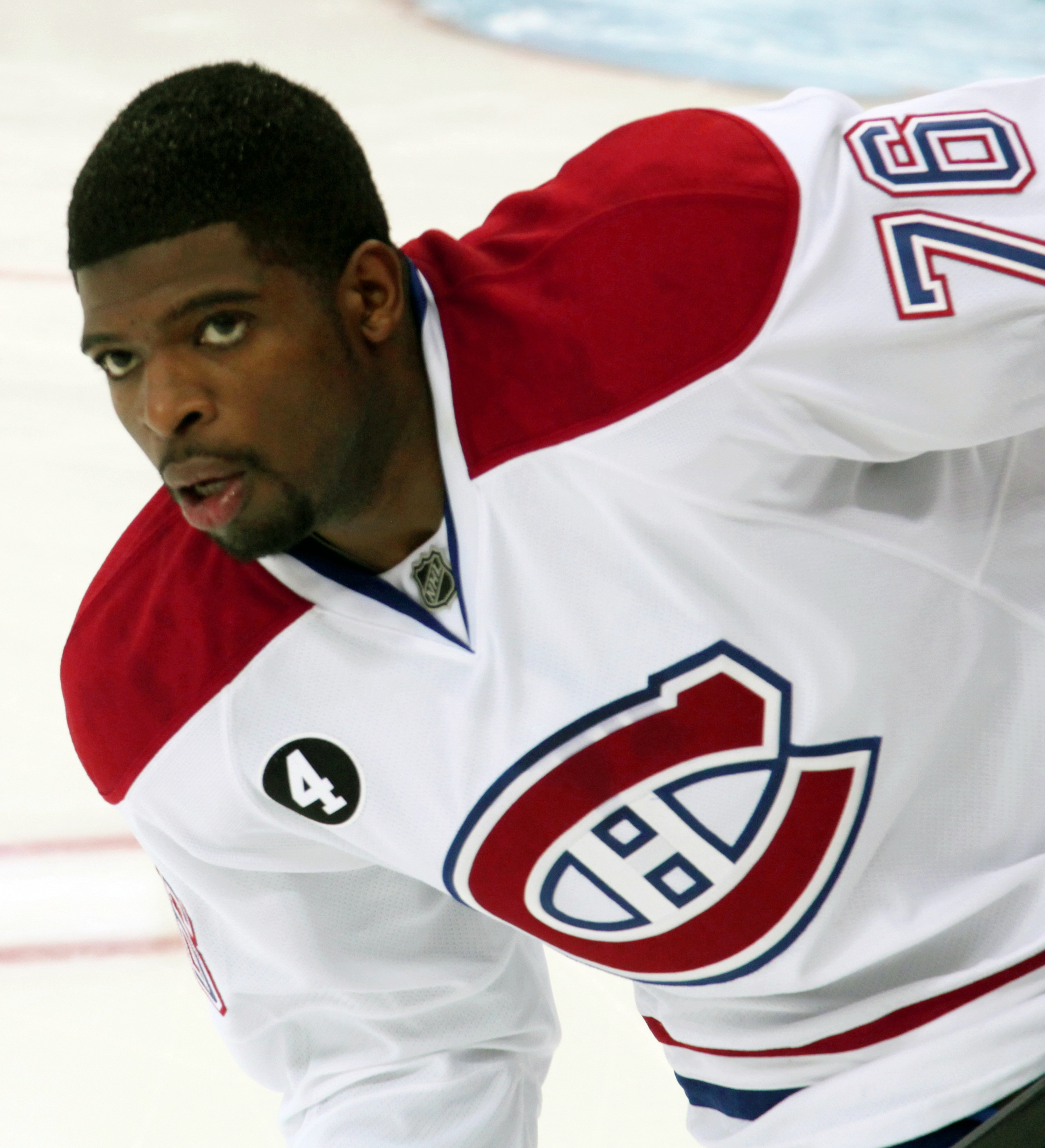
P.K. Subban.

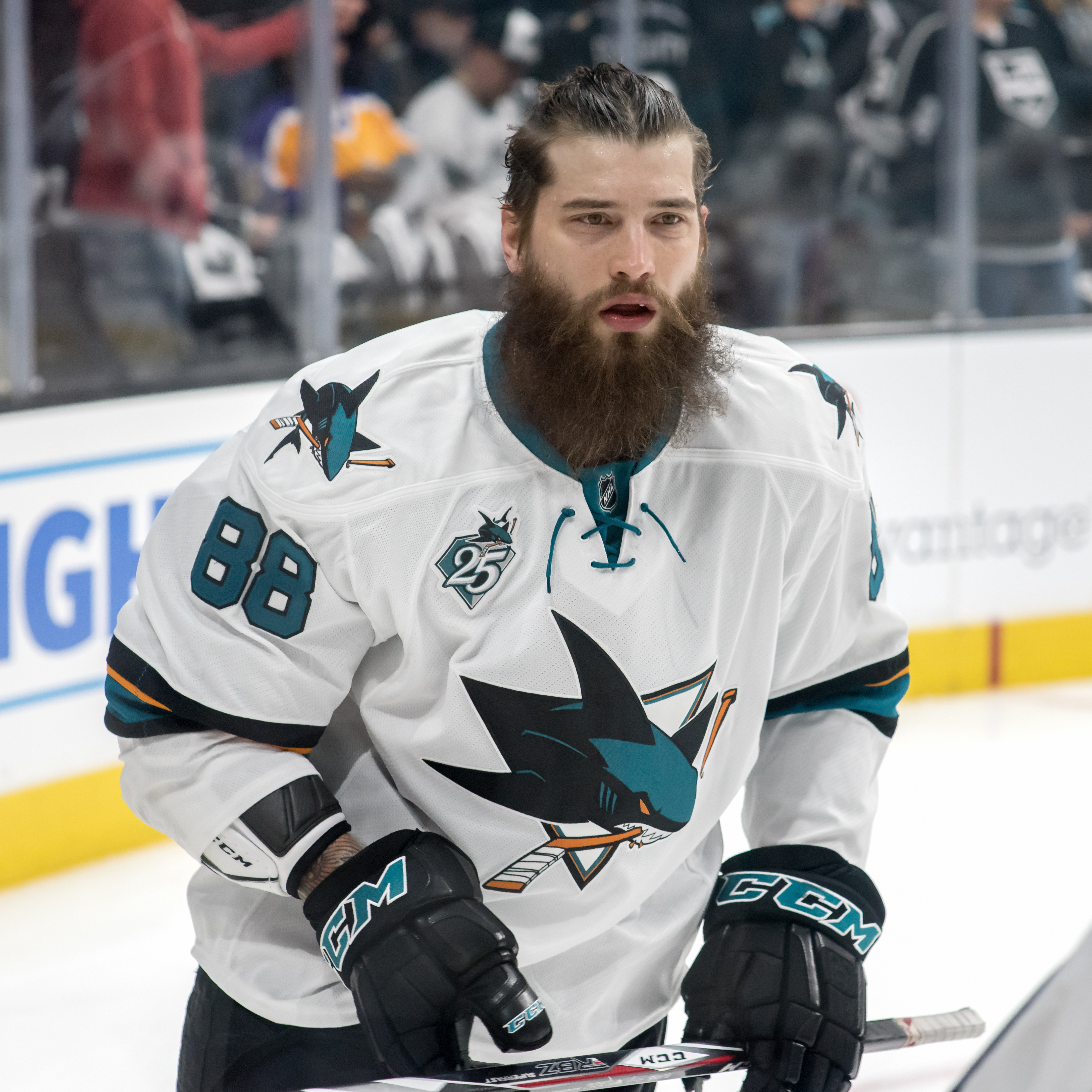
Brent Burns.

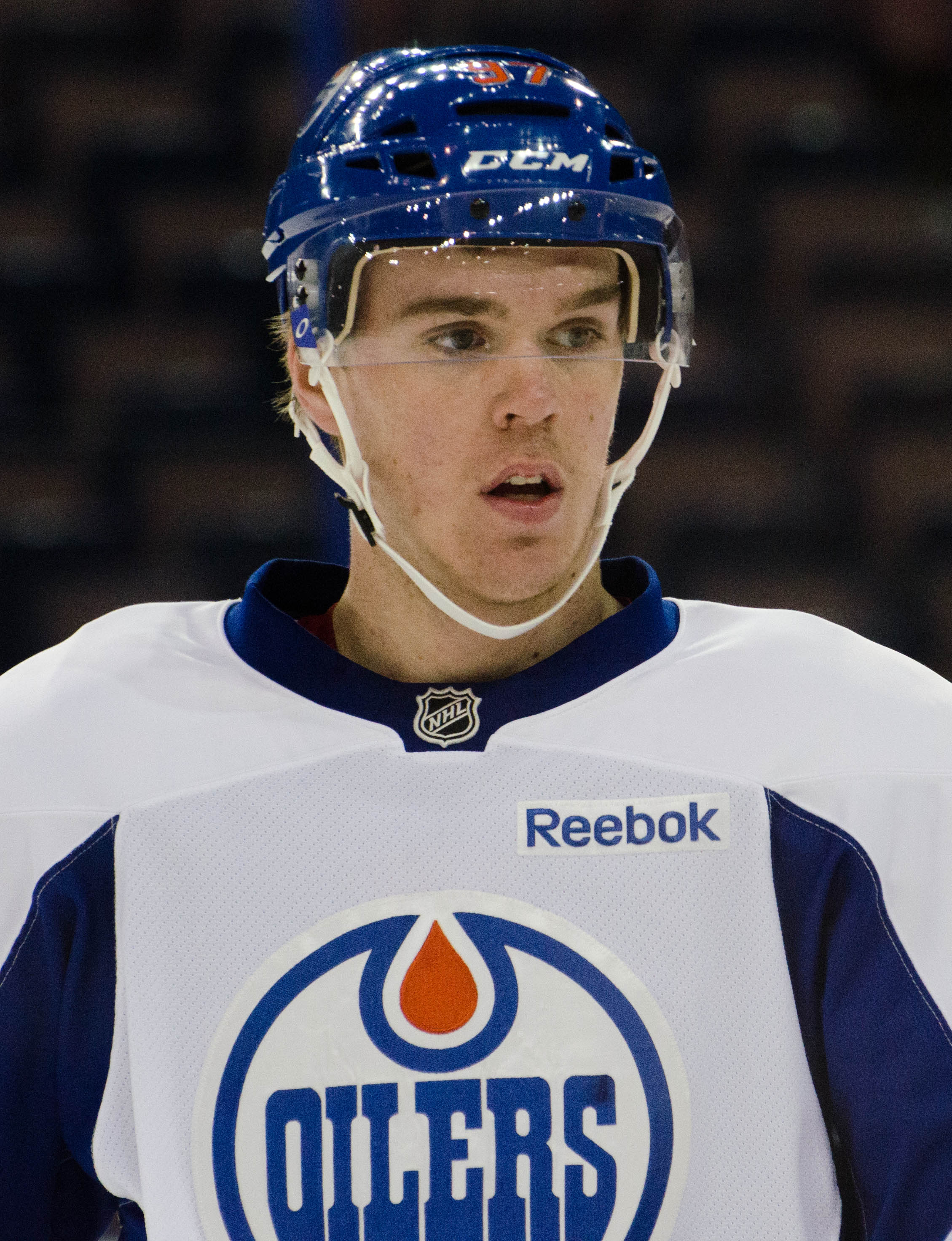
Connor McDavid.

Lista över ishockeyspelare som har spelat en del av sina ungdomsår inom GTHL och har lyckats ta sig upp till spel i den nordamerikanska proffsligan National Hockey League (NHL).
| Målvakter - Jordan Binnington - Sean Burke - Dave Dryden - Ken Dryden12 - Bill Durnan12 - Gary Edwards - Ray Emery2 - Bob Essensa - Randy Exelby - Rocky Farr - Manny Fernandez - David Goverde - Brian Hayward - Don Head - John Henderson - Paul Hoganson - Michael Hutchinson - Peter Ing - Gary Inness - Manny Legace2 - Mike Liut - Spencer Martin - Murray McLachlan - Kirk McLean - Greg Millen - Jason Muzzatti - Matt O'Connor - Mike Palmateer - Edward Pasquale - Jamie Ram - Mike Rosati - Mike Sands - Steve Shields - Al Smith - Malcolm Subban - Rick Tabaracci - Mike Torchia - Ron Tugnutt - Mike Veisor - Scott Wedgewood - Kevin Weekes - Steve Weeks - Dunc Wilson - Ross Wilson | Backar - Reid Bailey - Bruce Bell - Drake Berehowsky - Mark Bottell - Nick Boynton - Carl Brewer2 - Brad Brown - Brent Burns - Scott Campbell - Chris Campoli - Trevor Carrick - Ben Chiarot - Jakob Chychrun - Adam Clendening - Paul Coffey12 - Carlo Colaiacovo - Lionel Conacher12 - Frank Corrado - Matt Corrente - Mark Cundari - Trevor Daley2 - Bruce Driver2 - Ryan Ellis - John English - Steve Eminger - Glen Featherstone - Mark Giordano - Brian Glennie - Cody Goloubef - Larry Goudenough2 - Bob Halkidis - Dougie Hamilton - David Harlock - Randy Hillier2 - Ed Hospodar - Charlie Huddy2 - Richard Jackman2 - Derek Joslin - Red Kelly12 - Steve Konroyd - Chris Kotsopoulos - Bob Lorimer2 - Bryan Marchment - Julian Melchiori - Steve Montador - Marc Moro - Craig Muni - Gord Murphy - Larry Murphy12 - Darnell Nurse - Jamie Oleksiak - Bill Quackenbush1 - Jim Paek2 - Brad Park1 - Theo Peckham - Adam Pelech - Mike Pelyk - Stuart Percy - Alex Pietrangelo - Victor Posa - Bill Root - Ken Sabourin2 - Howard Scruton - Bruce Shoebottom - Brendan Smith - Stuart Smith - Greg Smyth - Ryan Sproul - Bill Stewart - Mike Stothers - P.K. Subban - Chris Tanev - Jeff Ware - Bill White - Barry Wilkins - Behn Wilson - Jason Wooley - Howie Young | Centerforwards - Jason Allison - Mike Angelidis - Andreas Athanasiou - Syl Apps Jr. - Sam Bennett - Don Biggs - Dave Bolland - Bruce Boudreau - Bill Bowler - Terry Caffery - Jason Cirone - Casey Cizikas - Brian Conacher2 - Mike Danton - Gary Dillon - Wayne Dillon - Kris Draper2 - Todd Elik - Robby Fabbri - Sam Gagner - Bill Gardner - Dave Gardner - Paul Gardner - Paul Gillis - Tyler Graovac - Steve Guolla - Freddie Hamilton - Billy Harris12 - Cody Hodgson - Wes Jarvis - Greg Johnson - Chris Kelly2 - Nathan Lafayette - Scott Laughton - Eric Lindros1 - Steve Ludzik - John Madden2 - Manny Malhotra - Mitch Marner - Dennis Maruk - Shawn Matthias - Connor McDavid - Bill McDougall - Glen Metropolit - Sean Monahan - Dominic Moore - Brian Murphy - Rob Murray - Ryan O’Marra - Ryan O'Reilly - Adam Oates1 - Steve Ott - Michael Peca - Brandon Pirri - Rich Peverley2 - Alan Quine - Mike Ricci2 - Mike Richard - Peter Sarno - Tyler Seguin2 - Todd Simon - Derrick Smith - Gemel Smith - Jason Spezza - Matt Stajan - Steven Stamkos - Fred Stanfield - Nels Stewart12 - Dylan Strome - Ryan Strome - Peter Sullivan - John Tavares - Bill Terry - Daniel Tkaczuk - Kirk Tomlinson - Phil Varone - Stephen Weiss - Brian Wilks - Ron Wilson - Warren Young - Peter Zezel - Mike Zigomanis2 | Ytterforwards - Andrew Agozzino - John Anderson - Shawn Antoski - Sean Avery - Kyle Baun - Bryan Bickell2 - Michael Blunden - David Broll - Connor Brown - Mike Byers - Mike Cammalleri - Luca Caputi - Daniel Carcillo2 - Sam Carrick - Anson Carter - Gino Cavallini - Robert Cimetta - Richard Clune - Andrew Cogliano - Charlie Conacher12 - Jeff Cowan - Joseph Cramarossa - Randy Cunneyworth - Jason Dawe - Jamie Devane - Phil Di Giuseppe - Max Domi - Doug Doull - Peter Douris - Jeff Eatough - Tim Ecclestone - Daryl Evans - Patrick Flatley - Dwight Foster - Lou Franceschetti - Jody Gage - Mike Gartner1 - Steve Gatzos - Luke Gazdic - Greg Gilbert - Chris Govederis - Pat Graham - Adam Graves2 - David Haas - Matt Halischuk - Jeff Harding - Billy Harris2 - André Hidi - Josh Ho-Sang - Mike Hough - Pat Hughes - Zach Hyman - Ralph Intranuovo - Mike Johnson - Ed Kastelic - Mike Keating - Sheldon Keefe - Mike Knuble2 - Chris Kontos - Scott Kosmachuk - Tom Kostopoulos - Nick Kypreos2 - Paul Lawless - Gary Leeman2 - Lucas Lessio - Brett Lindros - Dave Lumley - Frank Mahovlich12 - Mark Major - Steve Maltais - Grant Marshall2 - Paul Marshall - Mike Marson - Brandon Mashinter - Brad May - Jamal Mayers2 - Andrew McBain - Tom McCarthy - John McFarland - Jamie McGinn - Gerry Meehan - Scott Mellanby - Rick Middleton - Norm Milley - Craig Mills - Zack Mitchell - Matt Moulson - Jim Moxey - Mike Murphy - Mark Napier2 - Rick Nash - David Nemirovsky - Keith Osborne - Mark Osborne - Richard Park - Joe Paterson - Colin Patterson2 - Nick Paul - Steve Payne - Matt Pelech - Andrew Peters - Bob Pulford12 - John Purves - Dave Reid - Brett Ritchie - Nick Ritchie - Evan Rodrigues - Kent Ruhnke - Brendan Shanahan12 - Steve Shutt12 - Wayne Simmonds - Jeff Skinner - Reilly Smith - Devante Smith-Pelly - George Standing - Anthony Stewart - Chris Stewart - Tony Tanti - Christian Thomas - Rick Tocchet2 - Tyler Toffoli2 - Raffi Torres - Steve Vickers - Joel Ward - Mike Ware - Tom Wilson - Daniel Winnik - Wojtek Wolski |

1 = Spelaren har blivit invald i Hockey Hall of Fame.

2 = Spelaren har vunnit Stanley Cup.